# Danh sách hệ thống vi mạch của Samsung

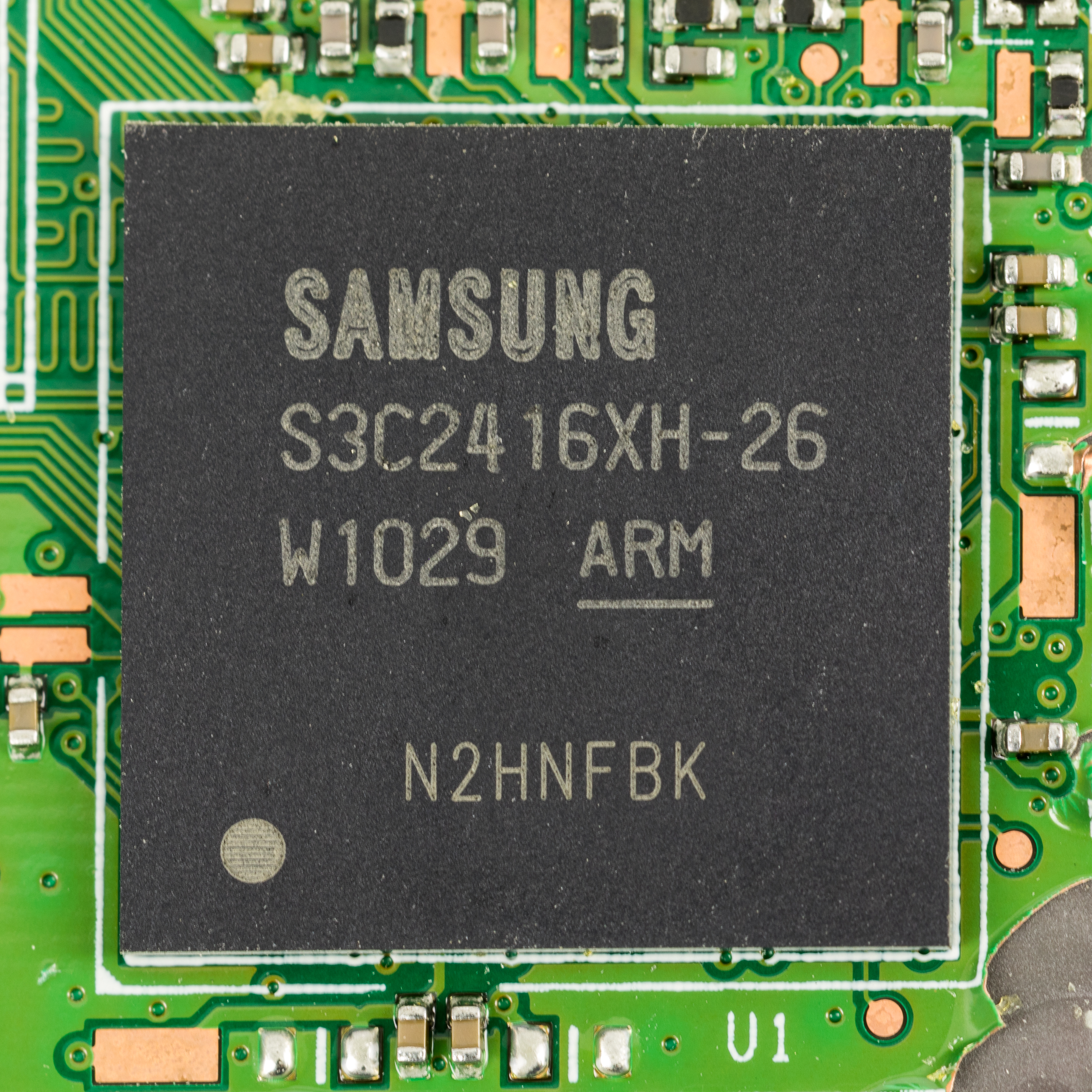
Samsung S3C2416XH-26

Samsung có lịch sử lâu đời về thiết kế và sản xuất hệ thống trên một vi mạch (SoCs) và đã sản xuất được các SoCs cho các thiết bị của mình cũng như để bán cho các nhà sản xuất khác. Samsung SoC đầu tiên là S3C44B0, được xây dựng trên ARM7 CPU hoạt động ở tần số 66 MHz. Sau đó, nhiều SoCs (S3C2xxx) chứa ARM9 CPU được sản xuất. Để biết thêm thông tin SoCs hiện tại của Samsung xem Exynos.

## Lịch sử của Samsung SoC
| Mã số hiệu | Công nghệ bán dẫn | Tập lệnh CPU | CPU                                          | GPU                | Công nghệ bộ nhớ          | Sẵn có | Thiết bị sử dụng |
| ---------- | ----------------- | ------------ | -------------------------------------------- | ------------------ | ------------------------- | ------ | --- |
| S3C44B0    | 0.25 µm CMOS      | ARMv4        | 66 MHz lõi đơn ARM7 (ARM7TDMI)               | Điều khiển LCD     | FP, EDO, SDRAM            | 2000   | Juice Box, Danger Hiptop |
| S5L2010    |                   | ARMv5        | 176 MHz lõi đơn ARM9 (ARM946E-S)             | Điều khiển LCD     | SDRAM, EDO                |        | |
| S3C2410    | 0.18 µm CMOS      | ARMv4        | 200/266 MHz lõi đơn ARM9 (ARM920T)           | Điều khiển LCD     | SDRAM                     | 2003   | HP iPAQ H1930/H1937/H1940/rz1717, HP 49g+/48gII/50g, Everex E500, E-TEN InfoTouch P300, Acer n30/n35/d155, Palm Z22, LG LN600, Typhoon MyGuide 3610 GO |
| S3C2412    | 0.13 µm CMOS      | ARMv5        | 200/266 MHz lõi đơn ARM9 (ARM926EJ-S)        | Điều khiển LCD     | mSDRAM                    |        | |
| S3C2413    | 0.13 µm LP        | ARMv5        | 266 MHz lõi đơn ARM9 (ARM926EJ-S)            | Điều khiển LCD     | mSDRAM, mDDR              |        | |
| S3C2440    | 0.13 µm CMOS      | ARMv4        | 300/400/533 MHz lõi đơn ARM9 (ARM920T)       | Điều khiển LCD     | SDRAM                     | 2004   | HP iPAQ rx3115/3415/3417/3715, Everex E900, Airis T470i/920/930, Acer n300/311,Typhoon MyPhone M500,Mio p550/P350/C710 Digi-Walker                     |
| S3C22442   | 0.13 µm CMOS      | ARMv4        | 300/400 MHz lõi đơn ARM9 (ARM920T)           | Điều khiển LCD     | mSDRAM                    |        | |
| S3C2443    |                   | ARMv4        | 400/533 MHz lõi đơn ARM9 (ARM920T)           | Điều khiển LCD     | SDRAM, mSDRAM, mDDR       | 2007   | Asus R300/R600/R700, Mio Digi-Walker (C620T/...), Mio Moov 2xx/3xx, LG LN8xx, JoinTech JPro Mini Laptop JL7220, Navigon 8300/8310                      |
| S5L8900    | 90 nm             | ARMv6        | 412 MHz lõi đơn ARM11                        | PowerVR MBX Lite   | eDRAM                     | 2007   | Apple iPhone, Apple iPod touch 1G, Apple iPhone 3G |
| S3C2416    | 65 nm LP          | ARMv5        | 400 MHz lõi đơn ARM9 (ARM926EJ)              | 2D tăng tốc đồ hoạ | SDRAM, mSDRAM, mDDR, DDR2 | 2008   | iconX G310, HP Prime |
| S3C2450    | 65 nm LP CMOS     | ARMv5        | 400/533 MHz single-core ARM9 (ARM926EJ)      | 2D tăng tốc đồ hoạ | SDRAM, mSDRAM, mDDR, DDR2 | 2008   | Mio Moov 500/510/560/S568/580, Getac PS535F, MENQ EasyPC E720/E790, Archos Arnova 10, Hivision PWS0890AW,SMiT MTV-PND530 8GB                           |
| S3C6410    | 65 nm LP          | ARMv6        | 533/667/800 MHz lõi đơn ARM11 (ARM1176ZJF-S) | 3D tăng tốc đồ hoạ | mSDRAM, mDDR              | 2009   | |
| S5P6442    | 45 nm             | ARMv6        | 533/667 MHz lõi đơn ARM11                    | 3D tăng tốc đồ hoạ |                           | 2010   | |
| S5P6450    |                   | ARMv6        | 533/667/800 MHz lõi đơn ARM11 (ARM1176JZF-S) | 3D tăng tốc đồ hoạ | mDDR, mDDR2, LPDDR        | 2010   | |
| S5PC100    | 65 nm             | ARMv7        | 667/833 MHz lõi đơn ARM Cortex-A8            | PowerVR SGX535     | LPDDR2, DDR2              | 2009   | Apple iPhone 3GS, Apple iPod touch 3G |